# Joan de Sales
Joan de Sales   (Saragossa, c. 1497 (Gregorià) - València, 26 de juny de 1538) va ser un escultor aragonès renaixentista de començaments del segle xvi considerat un dels introductors dels repertoris decoratius del primer Renaixement, de caràcter italià, a Mallorca. També treballà com a arquitecte i com a pintor, però és l'escultura el camp en què més destacà. Artista polifacètic, treballava tant fusta com pedra, escultura exempta i relleus, i si fou un bon escultor, encara fou millor decorador. Tengué una gran influència en autors posteriors.
S'inicià en el taller del pare, anomenat també Joan de Sales i també escultor, que era originari de Mallorca i veí de Saragossa. La primera documentació datada sobre l'artista és del 18 de març de 1515, en un contracte realitzat per a la seva entrada com a aprenent amb l'escultor Damià Forment per aprendre l'ofici d'imaginaire. Segons l'historiador José Maria Azcárate, cap a 1518 va treballar diverses imatges per al seu mestre en fusta i alabastre. Bona part de la seva principal producció d'obra va ser feta a Aragó. Entre 1521 i 1523, va treballar al retaule de la capella de Sant Miquel de la catedral de Sant Pere de Jaca, on Juan de Moreto va dirigir l'execució mentre l'obra escultòrica va anar a càrrec de Gil Morlanes el Jove, Gabriel Yoly i Joan de Sales; hom li atribueix el banc del retaule i les escultures del costat de l'epístola. En col·laboració amb l'escultor Yoly intervé en la realització de l'obra del retaule major de Taüst, al de Sant Pere i a un altre de Sant Cosme i Sant Damià a Terol. També col·laborà en algunes obres amb Diego de Siloé.

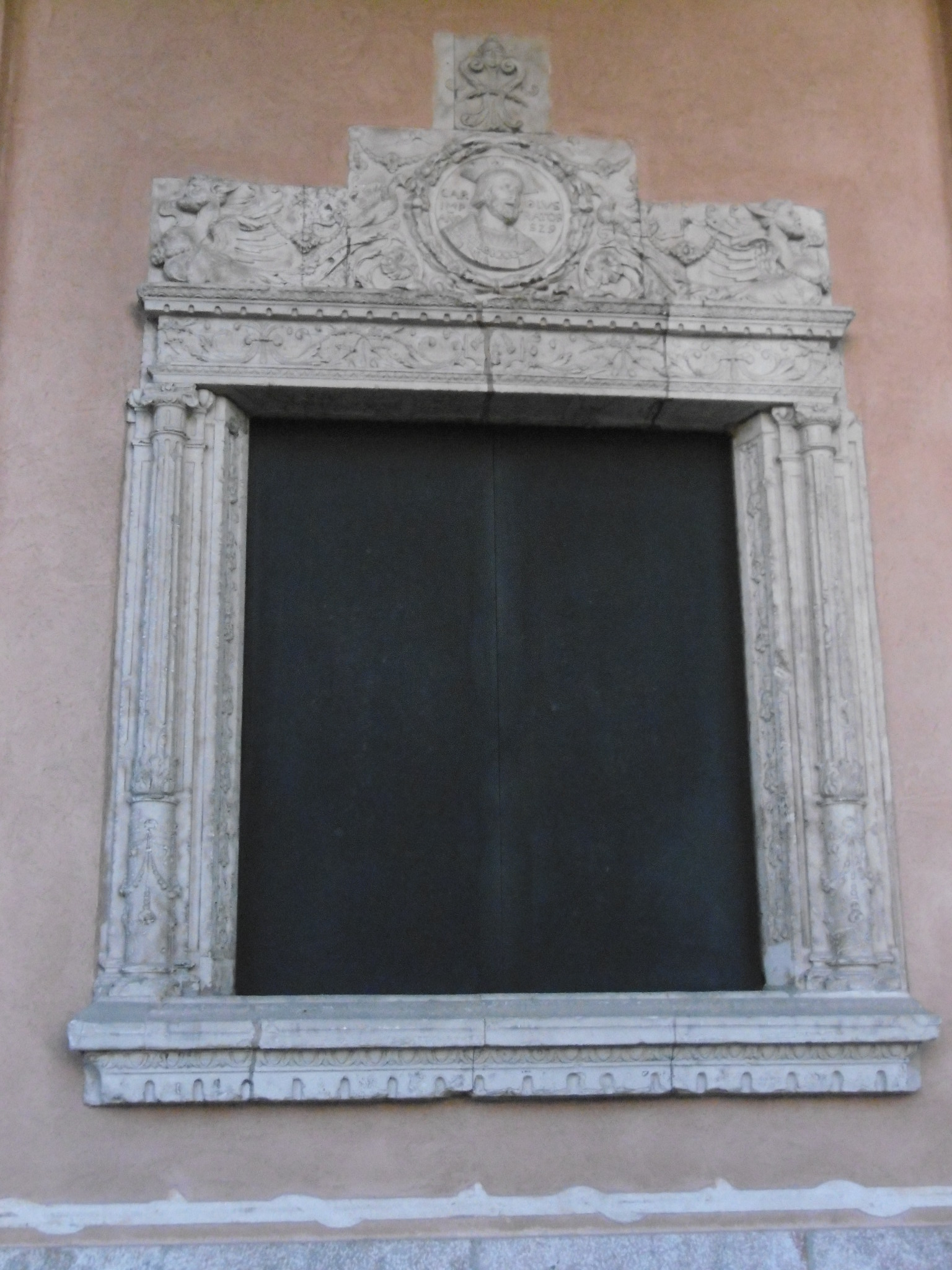
La finestra de Can Marc, procedent de Can Juny

A Mallorca es documenta a partir de 1526, principalment per intervenir en diversos projectes a la Catedral. Entre 1526 i 1529 realitzà l'estructura del cor, amb fris i relleus en fusta que mostren el repertori decoratiu del renaixement, traslladat posteriorment al presbiteri en la reforma de Gaudí. A més, també hi realitzà l'arc del cor i les dues trones. Pel que fa a l'obra civil, hom li atribueix la remodelació de Can Juny, de la qual destaca una finestra amb retrat de l'Emperador Carles I, posteriorment traslladada a Can Marc.
Es casà, entre 1526 i 1529, amb Praxedis Creix, filla de Jaume Creix, mestre major de la Catedral, i cunyada de Miquel Burguera, que succeí el seu sogre, de manera que Joan de Sales estava ben posicionat en l'ofici d'escultor i picapedrer. El juliol de 1537 es traslladà a València, segurament per continuar la seva carrera a una ciutat que llavors era referent artístic. Morí un any més tard, l'estiu de 1538, a conseqüència de les ferides produïdes per una agressió la nit de Sant Joan en la qual rebé una coltellada al cap. Fou enterrat a l'església de Sant Martí de València.